# Anders als du und ich
Anders als du und ich es una película de la República Federal de Alemania del año 1957 de Veit Harlan. Fue rodada del 8 de mayo al 3 de junio de 1957 y se estrenó el 29 de agosto de 1957 en Viena en varios cines. En Alemania fue estrenada en el Gloria-Palast de Stuttgart, el 31 de octubre de 1957.

## Trama
Los padres del estudiante de secundaria de 17 años Klaus Teichmann se preocupan por su hijo: cada vez más a menudo, el hijo se relaciona con homosexuales. El Sr. Teichmann denuncia al principal responsable, el anticuario Dr. Boris Winkler. El Dr. Winkler es un vanguardista local que da a conocer entre la juventud la música electrónica y el arte moderno. Debido a que no existen pruebas y que no se le puede demostrar comportamientos deshonestos, la denuncia es archivada. La Sra. Teichmann intenta volver a su hijo a la buena senda con una chacha bonita, Gerda. Gerda consigue efectivamente seducir a Klaus. Un conocido que ha observado la escena, lo cuenta todo al Dr. Winkler. Ahora, Winkler denuncia a la madre por alcahuetería y el juez, a pesar de comprender las razones de la madre, la tiene que condenar a la cárcel. Pero, al hijo, a partir de ese momento, sólo le gustan las mujeres, se aleja de la música electrónica moderna y sólo escucha Chopin.

## Observaciones
Veit Harlan fue condenado y exculpado por colaboracionista varias veces tras la II Guerra Mundial por la dirección de la película de propaganda antisemita Jud Süß. En 1957 se atrevió a rodar un alegato contra el artículo 175 tomado de los nazis por la RFA, que condenaba los actos homosexuales entre hombres.
La Freiwillige Selbstkontrolle der Filmwirtschaft (FSK), un servicio de autocontrol de la industria del cine, no permitió el estreno de la película, que le fue entregado con el título de Das dritte Geschlecht («El tercer sexo»). La prohibición se justificó diciendo que la sensibilidad popular condena la homosexualidad y sus peligros debían ser destacados, mientras que una película como esta precisamente intentaba conseguir comprensión para los homosexuales. Una película de este estilo sólo podía ser aplaudida por los homosexuales, mientras que «todos los círculos sociales que todavía tienen sentido de la decencia y de la justicia (y esto representa la gran mayoría del pueblo) se verán ofendidos en lo más profundo de sus sentimientos».
Más tarde se estrenó una segunda versión, aprobada por el FSK para mayores de 18 años, con escenas en parte rodadas de nuevo, en parte son diálogos doblados de nuevo, que fue percibida en general como homófoba. La nueva versión tenía el título Anders als du und ich. §175. El comerciante de arte, que en la versión original huía hacia Italia, era ahora detenido en la estación de tren. La madre, que en la versión original era condenada a la cárcel, ahora sólo era condenada a libertad condicional. Se eliminó la escena en la que el comerciante de arte habla con un abogado homosexual, al igual que una escena en la que se encuentra con amigos extranjeros, para no levantar sospechas de que hay homosexuales en importantes puestos en la sociedad. En Austria, la película siguió siendo vista en la versión original bajo el antiguo título de trabajo Das dritte Geschlecht.
En diciembre de 2006 se editó un DVD (Edition Filmmuseum 05) que contiene ambas versiones y, por lo tanto, permite una comparación. El DVD incluye también material sobre la realización de la segunda versión.

## Críticas
- Film-dienst: «La película no sólo discrimina a los homosexuales, sino que difama, en una relación abstrusa, el arte abstracto. Un producto de desecho tardío del fascismo».

- Heyne-Filmlexikon: «Veit Harlan, el Generalspielleiter de Hitler, cuenta la historia de un hijito homosexual de director de banco que es reeducado por sus padres como «ciudadano normal». Una película infame, fascistoide y diletante».